# شارع الأعمدة (جرش)
شارع الأعمدة أو كاردو (باللاتينية: Cardo maximus) هو الشارع الرئيسي في مدينة جرش الأثريّة، شمال الأردن. يبلغ طولة 800 متر، ويضم نحو ألف عمود.

## وصلات خارجية
- فلم «أنا جرش» - تاريخ وفن العمارة في المدينة القديمة بجرش